# Детермінований аналіз
Детермінований факторний аналіз досліджує вплив факторів, зв’язок яких із результативним показником має функціональний характер (повний); тобто результативний показник може бути поданий у вигляді добутку, частки або алгебраїчної суми факторів.
Методи детермінованого факторного аналізу призначені для вимірювання впливу факторів на результативний показник. 
До цих методів належать: індексний, різниць, інтегральний, пропорційного ділення, логарифмування та ін. В основу перших двох методів покладено прийом елімінування.
Елімінування (лат. eliminate – виключати, усувати) полягає у послідовному визначенні впливу кожного фактора на результативний показник за умови незмінності інших факторів та абстрагування їх взаємного впливу.